# Ceratosolen longimucro
Ceratosolen longimucro is een vliesvleugelig insect uit de familie vijgenwespen (Agaonidae). De wetenschappelijke naam is voor het eerst geldig gepubliceerd in 1989 door Wiebes.